# حيدرة (الجزائر)
حيدرة بلدية تابعة لدائرة بئر مراد رايس بولاية الجزائر.

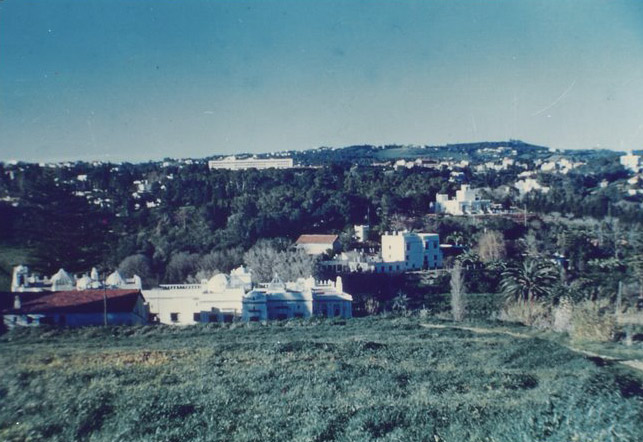
حيدرة سنة 1954و من اشهر شخصيات حيدرة معبد أصيل

## التسمية
إحدى البلديات الراقية في مدينة الجزائر ظهرت بعد التقسيم الإداري لعالم 1985 تشكل مع بن عكنون ،بوزريعة والأبيار بما يسمى أعالي العاصمة ومعنى اسم حيدرة هو “الأسد”
- وقد كان رابح لعليلي أول رئيس لمجلسها البلدي وقد كان ضمن عضويته أيضا المجاهد مزوز ساعد المدعو سعيد الجندي.

يوجد بحيدرة المديرية العامة لسونطراك وعدد كبير من السفارات الأجنبية ومقار العديد من الشركات الأجنبية وكذا وزارة الشؤون الدينية والأوقاف.

## الموقع
يحدها من الشرق والجنوب بلدية بئر مراد رايس ومن الغرب بلدية بن عكنون وبلدية الأبيار ومن الشمال بلدية المرادية والجزائر الوسطى وتشترك في العديد من الأحياء مع بلدية بئر مراد رايس مثل حي سعيد حمدين وسيدي يحي ولكولون مع بلدية المرادية.
وهناك العديد من الأحياء الشعبية على الرغم من أن البلدية تعتبر من أرقى بلديات العاصمة ومن هده الأحياء حي السيلي و الواحات ،حي الصنوبر ومن أشهر شوارعها شارع العربي عليق وشارع سعيد حمدين وطريق سيديحي وتعتبر أحياء حيدرة من أقدم الأحياء العاصمية وتوجد فيها بنايات تعود لعهد الأستعمار الفرنسي والعهد العتماني وما قبل العهد العتماني وضريح الولي الصالح يحي الدي كان تابع لبدية حيدرة وأصبح تابع لبدية بئرمراد رايس هو من أقدم المعالم
ومن أجمل المناطق فيها حديقة بارادو وحديقة حمبلي في سعيد حمدين وساحة القدس في قلب البلدية.
يعتبر سكان بلدية حيدرة من سكان الأصلين للعاصمة، إلا أنه بعد الاستقلال 1962م ازداد عدد السكان بسبب النزوح الريفي منذ 1994م بعد أن أصبحت تعتبر من أرقى البلديات.
في 11 ديسمبر 2007 عرف هذا الحي عملية ارهابية ضد مركز الأمم المتحدة للاجئين خلف عدة قتلى.

## مواضيع ذات صلة
- تاريخ ولاية الجزائر
- بلديات ولاية الجزائر
- دوائر ولاية الجزائر

## وصلات خارجية
الموقع الرسمي لبلدية حيدرة نسخة محفوظة 17 ديسمبر 2014 على موقع واي باك مشين.
1. ↑  "تنائج إحصاء 2008 الخاصة بولاية الجزائر" (PDF). مؤرشف من الأصل (PDF) في 2018-07-23.